# Comté de Bledsoe
Pour les articles homonymes, voir Bledsoe.
Le comté de Bledsoe est un comté de l'Est de l'État du Tennessee, aux États-Unis dans l'étroite vallée de Sequatchie (en). Le comté a été fondé en 1807. Son siège est Pikeville. Au recensement décennal de 2010, sa population était de 12 876 habitants.
Le comté est nommé d'après Anthony Bledsoe (en) (1733–1788), un colonel lors de la guerre d'Indépendance qui servit et mourut dans le Tennessee.